# Долговский сельсовет (Могилёвская область)
Долговский сельсовет — административная единица на территории Кличевского района Могилёвской области Белоруссии. В 2018 году в состав сельсовета вошло 11 населённых пунктов Потокского сельсовета.

## Состав
Включает 34 населённых пункта:
- Александровка — деревня.
- Бобовка — деревня.
- Брилёвка — деревня.
- Брусы — деревня.
- Вестник — деревня.
- Вишнёвка — деревня.
- Воничи — деревня.
- Гонча — деревня.
- Гончанский — посёлок.
- Гулы — деревня.
- Долгое — агрогородок.
- Должанка — деревня.
- Драни — деревня.
- Дубно — деревня.
- Еловка — деревня.
- Железная Боровина — деревня.
- Загатье — деревня.
- Закупленье — деревня.
- Заличинка — деревня.
- Звальня — деревня.
- Каличёнка — деревня.
- Малинье — деревня.
- Межное — деревня.
- Милое — посёлок.
- Новая Слободка — деревня.
- Подгорье — деревня.
- Подстружье — деревня.
- Развадово — деревня.
- Роги — деревня.
- Свёкрово — деревня.
- Симоновка — деревня.
- Терехов Бор — деревня.
- Точище — деревня.
- Ядрёная Слобода — деревня.